# The Little Boy Scout
The Little Boy Scout er en amerikansk stumfilm fra 1917 af Francis J. Grandon.

## Medvirkende
- Ann Pennington som Justina Howland.
- Owen Moore som Thomas Morton.
- Fraunie Fraunholz som Miguel Alvarez.
- Marcia Harris som Elizabeth Howland.
- George Burton som Luis Alvarez.